# برف متأثر از دریاچه

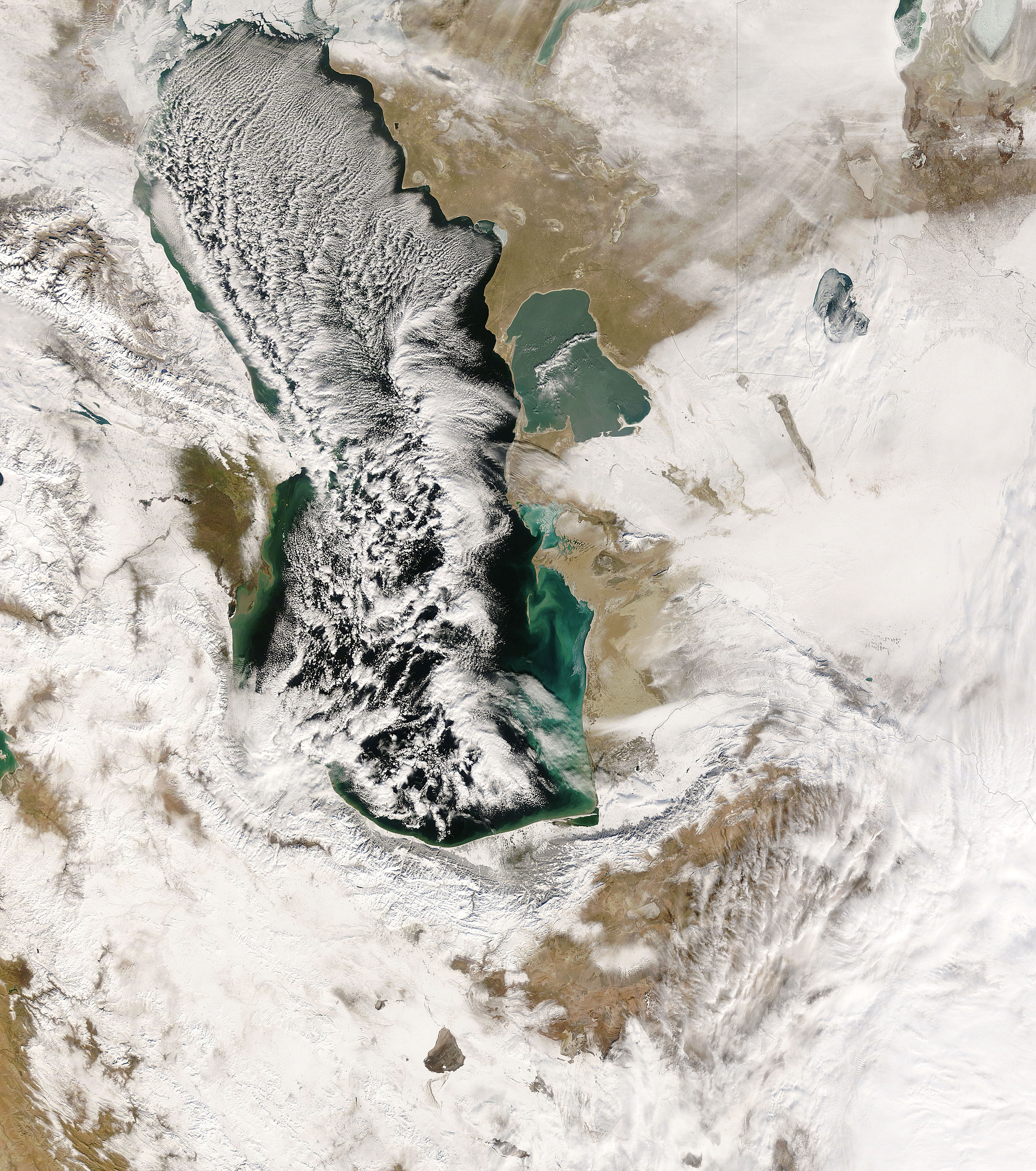
ابرهای حاصل از پدیدهٔ برف دریاچه‌ای برفراز دریای کاسپین در روز ۱۸ دی ۱۳۸۶

پدیدهٔ برف دریاچه‌ای در فصول سرد سال وقتی ایجاد می‌شود که بادهای سرد از فراز آب‌های دریاچه‌های گرمتر عبور کنند. با عبور این هوا انرژی و بخار آب گرفته شده از دریاچه‌ها منجمد شده و به ساحل منتقل می‌شود. پدیدهٔ مشابه این در آب‌های شور اقیانوس‌ها یا دریاهای آزاد نیز اتفاق می‌افتد.
این پدیده هنگامی تشدید می‌شود که بخار آب با رسیدن به ارتفاعات دچار صعود مکانیکی شود. این صعود می‌تواند نوارهای باریک ولی شدیدی از بارش را ایجاد کند که شدت آن گاهی تا چندین اینچ برف در هر ساعت می‌رسد و برف تجمعی فراوانی را سبب می‌شود.
مناطقی که تحت تأثیر پدیده برف دریاچه‌ای قرار می‌گیرند کمربند برفی نامیده می‌شوند. این تأثیر در بسیاری از نقاط جهان مشاهده می‌شود، امّا در نواحی اطراف دریاچه‌های بزرگ در آمریکای شمالی بیشتر شناخته شده هستند.
یک طوفان برف متاثر از دریاچه، طوفان برفی است که توسط این پدیده ایجاد شده‌است. تحت شرایط ویژه، وزش بادهای شدید می‌تواند باعث تشدید بارش برف حاصل از رطوبت آب‌های گرم در نواحی مستعد گردد.
اگر دمای هوا به حد کافی پایین نباشد که بارش در سطح زمین به صورت منجمد باقی بماند، آنگاه بارش به صورت باران خواهد بود. برای بارش، هوای عبوری از روی آب دریا یا دریاچه‌ها باید به اندازهٔ کافی نسبت به سطح آب سردتر باشد. به‌طور مشخص هنگامی این پدیده می‌تواند بارش را سبب شود که دمای هوا در تراز ۸۵۰ میلی‌بار (ارتفاع حدود ۱۵۰۰ متری از سطح دریا) ۱۳ درجهٔ سانتیگراد سردتر از هوای سطح آب باشد.

انیمیشن رادار سازمان هواشناسی ایران در بندر کیاشهر در روز دوم بهمن ۱۳۹۲ که شکل‌گیری نوارهای بارش برف در استان‌های گیلان و مازندران را نشان می‌دهد

## تشکیل
چندین عامل در شکل‌گیری بارش توسط رطوبت دریاچه‌ها دخیل هستند که شرایط، حجم و نوع بارش را تعیین می‌کنند. ناپایداری جو، برش عمودی باد، شکل نوار ساحلی، توپوگرافی منطقه‌ای، شرایط همدیدی در مقیاس بزرگ جو و پوشش برف یا یخ از این دسته عوامل هستند.

اختلاف دمای سطح آب با هوا رابطهٔ مستقیم دارند. هر چه این اختلاف بیشتر باشد ناپایداری بیشتر و برف شدیدتر خواهد بود

### ناپایداری
اختلاف دما در حد ۱۳ درجهٔ سانتیگراد (یا بر طبق برخی پژوهش‌ها: بین ۱۵ تا ۲۵ درجهٔ سانتیگراد) بین دمای آب دریاچه و دمای تراز ۸۵۰ میلی‌بار شرایط لازم را برای ناپایداری و صعود شدید رطوبت فراهم می‌کند. با وجود این نرخ کاهش دمای ترازهای جو و شدت همرفت، تحت تأثیر شرایط لایه‌های جو نزدیک به سطح زمین و همچنین شرایط همدیدی منطقه‌ای هستند. هر چه همرفت رطوبت شدیدتر باشد، نرخ کاهش دما در ترازهای جو بیشتر می‌شود، در نتیجه ابرهای پدیدهٔ برف دریاچه‌ای ضخیم‌تر و بارش حاصل از آن سنگین‌تر می‌شود.

### اندازهٔ موجگاه
موجگاه یعنی فاصله‌ای که هوای سرد سطح آب را می‌پیماید، تأثیر زیادی در گرفتن رطوبت از سطح آب دارد. موجگاهی با عرض حداقل صد کیلومتر لازم است تا شرایط لازم برای جذب رطوبت و بارش برف مهیا شود. به‌طور عمومی هر چه اندازهٔ موجگاه بیشتر باشد حجم بارش بیشتر می‌شود. هنگامی که هوای سرد از سطح آب عبور می‌کند و به ساحل می‌رسد مکانیزم اشباع شروع شده و بارش برف آغاز می‌شود. در مواردی دیده شده که ابرهای برف‌زا فاصلهٔ صد کیلومتری دور از دریاچه را هم تحت تأثیر قرار داده‌اند.

### سرعت و جهت باد
برای فرارفت دادن هوای قطبی روی دریاچه و انتقال مقدار لازم گرما و رطوبت به سوی ساحل، وجود سرعت مناسب باد ضروری است. همچنین افزایش سرعت باد، شارهای آمیختگی قائم مورد نیاز برای برف دریاچه‌ای را تشدید می‌کند. در کل، کمینه سرعت باد حدود ۵ متر درثانیه برای شکل‌گیری برف دریاچه‌ای و گسترش آن روی خشکی مورد نیاز است که در غیر این‌صورت، برف حاصل روی دریاچه فقط در امتداد خط ساحل ریزش می‌کند. جهت باد سطحی در منطقهٔ تحت تأثیر، مکان شروع برف دریاچه‌ای و نیز مکانی که بیشترین حجم بارش برف را دریافت می‌کند را نیز مشخص می‌کند.

### رطوبت نسبی موجود در هوا
رطوبت نسبی موجود در جو نقش بزرگی در شدت بارش دارد. هر چه میزان رطوبت نسبی موجود در هوا کمتر باشد، زمان لازم برای صعود، اشباع رطوبت و نشکیل ابر بیشتر خواهد شد.

### شرایط سینوپتیک منطقه
وجود تاوایی در جو و صعود شدید هوا باعث اختلاط بیشتر و افزایش عمق همرفت رطوبت می‌شود. به طریق مشابه وزش هوای سرد دمای هوا را کاهش و ناپایداری را افزایش می‌دهد.

### عوارض سطح زمین در خط ساحلی
- افزایش درجهٔ ناهمواری سطحی در خشکی، سرعت جریانی را که از دریاچه می‌وزد خواهد کاست و هم‌گرایی و صعود قائم مؤثر هوا را که در رخداد برف دریاچه‌ای ضروری است، افزایش خواهد داد.
- در حالتی که مانع طبیعی مانند کوهستان در منطقه وجود داشته باشه، صعود مکانیکی هوای مرطوب باعث اشباع بیشتر رطوبت و در نتیجه تشدید بارش می‌شود.

## نگارخانه

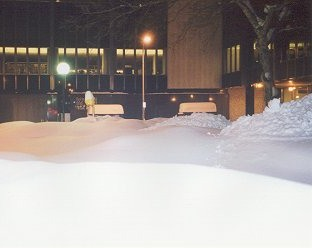
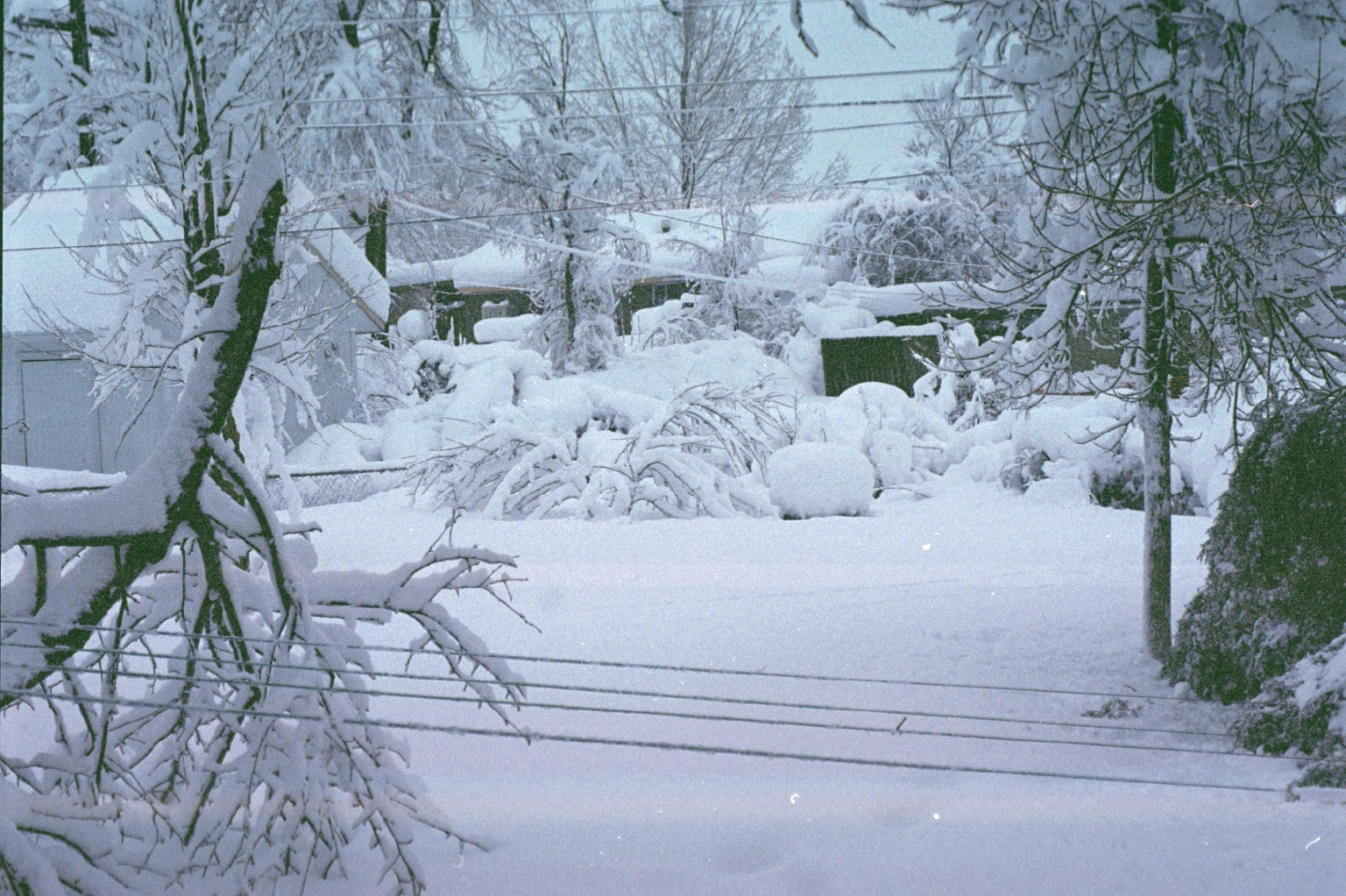